# Unity Mitford
Unity Valkyrie Mitford (1914. augusztus 8. – 1948. május 28.) arisztokrata származású brit nő volt, aki több éven keresztül Adolf Hitler és az NSDAP belső köreinek volt a tagja, és akit egy időben Hitler leendő feleségének is véltek, mivel sok rendezvényre kísérte el az általa bálványozott vezért, akikbe sokak szerint szerelmes volt. Nővére, Diana az angol milliomos és fasiszta vezető, Oswald Mosley felesége volt, és Unity rajta keresztül került kapcsolatba a fasizmussal. 1934-ben, húszévesen ismerkedett meg Hitlerrel, és az ő kitüntetett figyelmének köszönhetően hamarosan a párt vezetésének sok tagjával is ismertséget kötött. Hitler benne látta az ideális germán nőtípus megtestesülését, és jó összeköttetéseit, illetve kiterjedt rokonságát (amelybe például Winston Churchill is beletartozott) igyekezett kihasználni. Unity az angol–német barátság szószólója és nemzetiszocialista agitátor lett, azonban amikor kitört a második világháború, öngyilkosságot kísérelt meg Münchenben. A golyó nem ölte meg, azonban élete hátralevő részére testileg és mentálisan is jelentősen megkárosította. Hazaszállították, majd 1948. május 28-án halt meg az öngyilkosság szövődményeiben.

## Élete

### Gyermekkora
1914. augusztus 8-án született Londonban David Freeman-Mitford, Redesdale lordjának negyedik gyermekeként. Hat testvére volt, akik közül öt lány volt. Az első világháborúnak köszönhetően nem túl népszerű Valkyrie (valkűr) nevet nagyapjának köszönhetően kapta, aki Richard Wagner nagy tisztelője volt. Szülei igen különcök voltak, így a világháború kitörése előtt minden második évben Kanadába utaztak, ahol arany után kutattak, ám egyik ilyen utazásuk alkalmával sem találtak semmit. Az 1913-as utazás során, a Swastika nevű aranyásó-településen fogant meg Unity. Nővéreivel együtt spártai körülmények között nevelték, így például gyerekszobájukat még télen sem fűtötték. Anyjuk nyolcéves korukig maga tanította a gyermekeit, és utána nevelőnőket fogadott melléjük. Iskolába sok ideig csak egyetlen fiútestvére, Thomas járt.
Unity a testvéreivel együtt élt az apja tervei szerint épített Swindbrook házban, amelyben minden szükséges rendelkezésükre állt, így itt éltek, tanultak, de szükség esetén a műtéteket is itt végezték el, így területét igen kevésszer hagyták el. Unity Nancy nevű nővére segítségével gyakran terrorizálta többi testvérét, és vad viselkedése miatt sok iskolából eltanácsolták. 1929. január 30-án Unity is koszorúslány volt nővére, Diana esküvőjén, aki Bryan Guinness-hez ment hozzá. Nővére volt az, aki 1932 júliusában bált adott a tiszteletére, és bevezette a londoni társaságba. Unity eddigre már a 180 centiméteres magasságot is meghaladta, és ehhez erős, nehezen irányítható személyiség párosult, ráadásul szerette megbotránkoztatni az embereket. Például levelezőpapírt lopott a Buckingham-palotából, és erre írta ismerőseinek címzett leveleit, táncestekre pedig egy szelídített patkányt vitt magával. Mindezek ellenére sok előkelő család hívta meg, így például részt vett Walter Rothschild báljain és vacsoravendég volt rokonánál, Winston Churchillnél.

### Megismerkedése a fasizmussal
Unity-t 1933 júniusában mutatták be a brit fasiszta vezetőnek, Oswald Mosely-nak, akinek nővére, Diana volt a szeretője. A férfi „Hail the Fascist!” köszönése azonnal felkeltette a lány érdeklődését. Nővérével együtt lépett be a Brit Fasiszta Unióba, az angol fasiszta pártba, amely 1932. október 1-jén alakult meg. Unity rajongott a mozgalomért, annak lapját, a The Blackshirts-t árulta az utcán, és egy barátnőjével közösen hangszalagra vetette fel, miközben a párt jelszavát skandálja. Szívesen viselte a szervezet fekete, női egyenruháját, még otthon és társaságban is azt hordta, és mindig karlendítéssel, illetve fasiszta jelszavakkal köszöntötte ismerőseit. Eközben egyik húga, Jessica ebben az időben fordult a kommunizmus irányába, és Lenin szobrokkal díszítette ki családi otthonukat.
A fasizmushoz nem ideológiai alapon vonzódott, hanem a külsőségei miatt, ugyanis magával ragadták az indulók és az egyenruhában parádézó párttagok, ami kiragadta a hétköznapok unalmából. Épp ezért érintette igen kellemetlenül, mikor 1936-ban a brit kormány betiltotta a pártok tagjai számára az egyenruha-viselést. Unity igen hamar rájött, hogy a Brit Fasiszta Unió csupán az NSDAP másolata, így hamar a Harmadik Birodalom irányába fordult, és többször is kijelentette, hogy Münchenbe fog utazni, hogy személyesen megismerhesse Hitlert.

### Találkozás Hitlerrel
Unity még a németországi nemzetiszocialista hatalomátvétel évében, 1933-ban az országba látogatott Diana nővérével, és az NSDAP külügyi főnöke, Ernst Hanfstaengl segítségével kívánt ismeretségbe kerülni Hitlerrel. Ők az ifjabb Otto von Bismarck ajánlólevelével érkeztek a férfihoz Nürnbergbe, azonban csupán Rudolf Heßszel tudtak találkozni. Még ez év szeptemberében a Brit Fasiszta Unió küldöttségének tagjaiként részt vettek a nürnbergi pártnapokon, amelyen fekete egyenruhát viseltek, és William Joyce-szal is készítettek közös fotót. Hazatérése után Hitlerről készült fényképek szétválogatásával múlatta az idejét, miközben lemezjátszóján állandóan a Horst Wessel-Liedet játszotta. Eközben meggyőzte szüleit, hogy előnyös volna számára egy németországi nyelvtanulás, és 1934 tavaszán ismét Münchenbe utazott. Az egyetemre nem tudott beiratkozni, mivel nem volt megfelelő végzettsége hozzá, azonban elit lánynevelő intézetbe került. Megérkezése után rögtön hozzálátott, hogy kapcsolatba lépjen Hitlerrel. Levelére azonban nem kapott választ, és nehezen kiderített otthoni telefonszámán sem tudta elérni.
Végül sikerült fodrászától megtudnia Hitler törzshelyét, ahol kíséretével ebédelni szokott. Az étteremben igyekezett úgy leülni, hogy Hitler mindenképp meglássa őt, és közben német nyelvkönyvét olvasta. 1935. február 9-én aztán Hitler érdeklődését felkeltette a nő, akit ő a „megtestesült germán nőideál”-nak nevezett, és asztalához hívatta. Körülbelül fél óráig beszélgettek sokféle témáról, majd Hitler felírta a nő címét, és elhagyta az éttermet. Utóbbi különösen elégedett volt, hiszen az általa igen nagyra becsült brit arisztokrácia egyik képviselője az ő személye miatt jött csupán Németországba. Érdeklődése viszont csak akkor kezdett jelentősen nőni, amikor kiderült, hogy Unity is támogatja az angol–német szövetséget. Így 1935 áprilisában Winifred Wagnerrel közösen hívatta meg magához vacsorára müncheni rezidenciájára. Április 10-én Unity már Hitler kísérője volt Hermann Göring és Emmy Sonnemann esküvőjén, ezzel pedig bekerült az NSDAP legbelsőbb köreibe, hiszen mindenütt szívesen látott vendég vált belőle.